# Giocattolo di Dymkovo

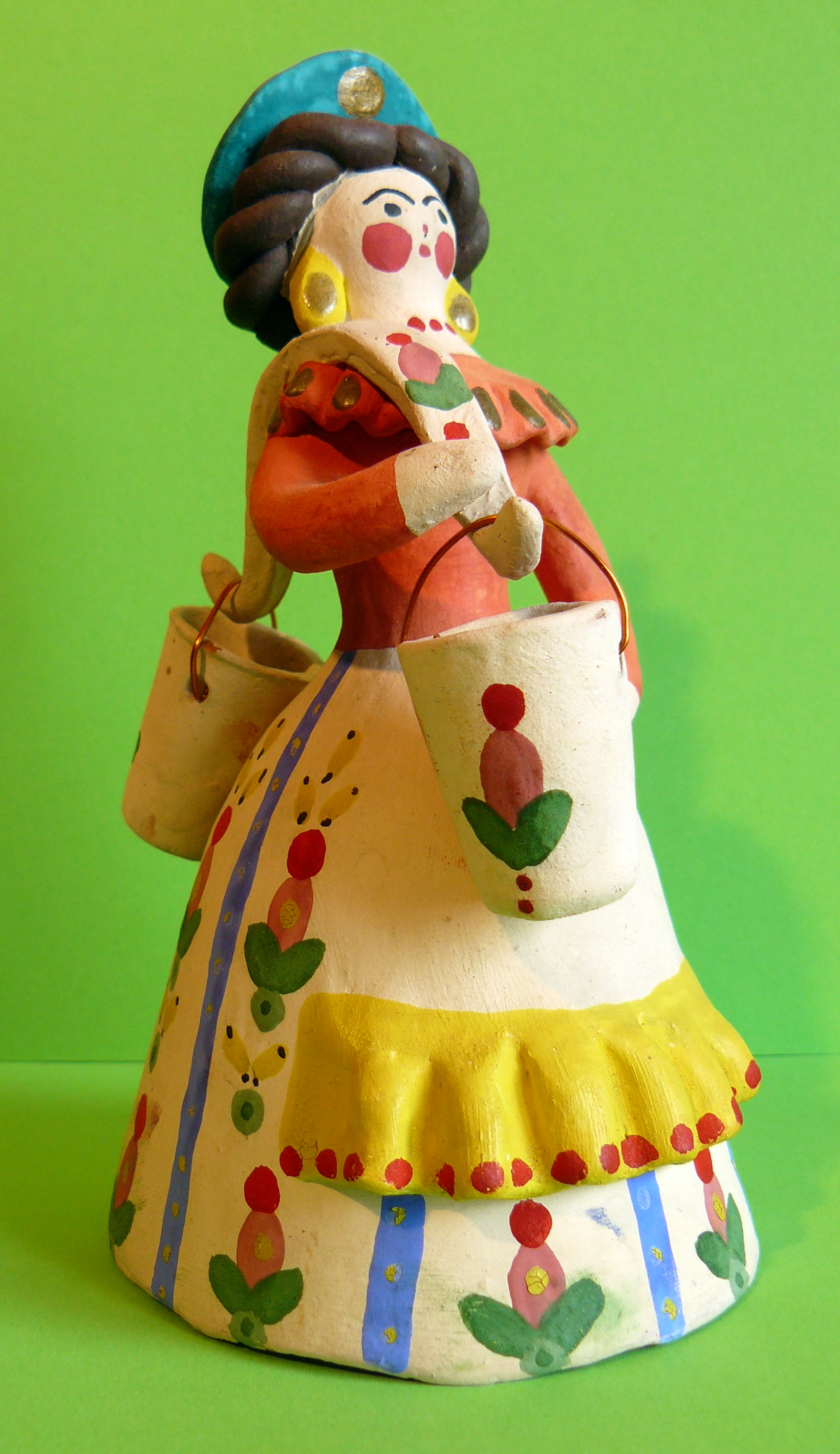
Un giocattolo di Dymkovo che ritrae una donna con un secchio

Il giocattolo di Dymkovo è il frutto di una delle lavorazioni artigianali dell’argilla proprie della cultura russa. Questa tradizione artigiana è sorta presso il villaggio fluviale di Dymkovo, in prossimità della città di Vjatka (oggi quindi compreso nel territorio della città di Kirov).

## Storia
Le origini di questi giocattoli sono legate alla festa primaverile tipica di Vjatka denominata Svistun'ja (dal verbo russo "svistnut" = fischiare), in vista della quale la popolazione femminile del villaggio di Dymkovo modellava con l’argilla dei fischietti simili per aspetto a cavalli, montoni, caproni, anatre e altri animali, per poi dipingerli con diversi colori vivaci. Con il passare del tempo, nonostante la festa abbia ormai perso il suo significato originario, questa tradizione non solo si è conservata, ma ha conosciuto un ulteriore sviluppo.

## Fabbricazione
Un giocattolo di Dymkovo è un prodotto fatto a mano. Ogni giocattolo rappresenta la creazione di un singolo mastro artigiano. La fabbricazione dei giocattoli, dalla modellatura alla pittura, è un processo creativo che non si ripete mai.  Non è possibile quindi che esistano due prodotti uguali.
Per la produzione di un giocattolo di Dymkovo viene utilizzata l’argilla locale, di colore rosso chiaro, accuratamente mescolata con la sabbia di fiume, fine e marrone. Le statuine vengono modellate un po’ alla volta, i dettagli rimanenti vengono aggiunti di seguito e si termina la modellazione, utilizzando della viscida argilla rossa come collante. I segni della modellazione vengono poi pigiati per rendere la superficie del prodotto liscia.
Dopo un'essiccazione completa, che può impegnare dai venti ai cinquanta giorni e una cottura ad una temperatura tra i 700 e i 900 °C, i giocattoli vengono ricoperti con due/tre strati di tempera naturale di calce (prima dell’imbiancatura venivano realizzati con la creta, separata dal latte). In precedenza, i giocattoli venivano dipinti con dei colori a tempera, mischiati con tuorlo d’uovo e con del kvas, utilizzando bastoncini e piume al posto dei pennelli. Una volta completamente colorati, i giocattoli venivano avvolti da una tempera all’uovo che apportava lucentezza e luminosità alla cerea anilina. Oggigiorno per la pittura vengono adoperati dei coloranti anilinici e dei morbidi pennelli in setola di donnola siberiana. L’utilizzo di un’ampia gamma di tinture (soprattutto in merito alle varietà di rosso, giallo, blu, verde e vermiglio) fornisce al giocattolo di Dymkovo una luminosità e un’eleganza particolari. Il caratteristico ornato, codificato in modo preciso, si viene a costituire attraverso vari schemi compositivi: quadratini, strisce, cerchi e punti che vengono applicati creando diverse composizioni. Viene poi eseguita un'ulteriore decorazione al giocattolo applicando dei frammenti di foglie d’oro (vero o falso) a forma romboidale, incollate sopra il motivo ornamentale.
I soggetti più popolari sono: bambinaie con infanti, acquaioli, montoni con corna d’oro, tacchini, galli, cervi, giovini, giullari e boiarde.

## Il significato del giocattolo di Dymkovo
Il giocattolo di Dymkovo è diventato uno dei simboli dell’oblast' di Kirov, che sottolinea l’identità della regione storica della Vjatka e le sue antiche radici. 
Grazie alla sua plasticità, alla semplicità dei motivi ornamentali, alla luminosità della gamma dei colori, il giocattolo di Dymkovo è ampiamente studiato e adoperato nell’artigianato destinato ai bambini, venendo realizzato sotto forma di illustrazioni o di manufatti di argilla e di altri materiali.  Gli indumenti delle statuine raffiguranti le boiarde di Dymkovo hanno trovato spazio nelle collezioni degli stilisti contemporanei.
Lo stile popolare di Dymkovo è stato più volte adoperato nelle produzioni artistiche, prime fra tutte quelle a soggetto infantile.
Nel 2010 nel centro della città di Kirov è stata eretto il gruppo scultoreo de “La Famiglia”, eseguito seguendo i canoni del giocattolo di Dymkovo, e che presenta i seguenti soggetti: una boiarda con un infante, un ometto con la fisarmonica, un bambino con il fischietto, un gatto e un cane.
I motivi dell’ornato di Dymkovo sono stati adoperati alla cerimonia di apertura delle Olimpiadi invernali di Soči 2014.